# Mycetophila intortusa
Mycetophila intortusa är en tvåvingeart som beskrevs av Wu, He och Yang 1998. Mycetophila intortusa ingår i släktet Mycetophila och familjen svampmyggor.
Artens utbredningsområde är Hubei (Kina). Inga underarter finns listade i Catalogue of Life.